# Natura 2000-område nr. 85 Hedeområder ved Store Råbjerg
Natura 2000-område nr. 85 Hedeområder ved Store Råbjerg  har samlet et areal på 626 hektar og består af et EU-habitatområde (H74) og et fuglebeskyttelsesområde (F48), hvoraf 410 hektar ejes af Staten.

## Beskrivelse
Området omkring Store Råbjerg er beliggende på nordkanten af Hejnsvig Bakkeø. Den nordlige tredjedel ligger på hedesletten,
mens den sydlige del ligger på bakkeøterræn. Fra St. Råbjerg der er 69 moh. er der en storslået udsigt over landskabet, og den tydelige overgang fra bakkeøen til hedesletten mod nord.
De centrale natur- og landskabselementer er udover de store hede- og moseområder ved St.
Råbjerg, det store plantageområde Gyttegårds Plantage, Grene Sande og Præsteflod. Igennem området løber Grene Å, der er en del af Grindsted Å/Varde Å-systemet. Hederne domineres af dværgbuske, og der findes en mosaik af forskellige hedetyper med hedelyng, revling og visse og mere fugtige hedeområder med klokkelyng samt naturtypen tørvelavning..

## Fredninger
St. Råbjerg (65 ha) og Grene Sande (160 ha) blev fredet tilbage i 1967 på grund af områdets meget markante og smukke indlandsklitter.
.

## Videre forløb
Natura 2000-planen blev vedtaget i 2011, hvorefter kommunalbestyrelserne
og Naturstyrelsen udarbejdede bindende handleplaner for
gennemførelsen af planen.  Planen videreføres og videreudvikles i senere planperioder. Natura 2000-området ligger i Varde Kommune, og naturplanen koordineres med vandplanen for 1.10 Hovedvandopland Vadehavet og Vesterhavet.

## Eksterne kilder og henvisninger
1. ↑  Miljøstyrelsen Sydjylland (juni 2023). "Naturplan 2022-2027  Natura 2000-område nr. 85 Hedeområder ved Store Råbjerg" (PDF). mst.dk. Miljøstyrelsen. Arkiveret (PDF) fra originalen 29. juni 2024. Hentet 29. juni 2024.
2. ↑  
Miljøstyrelsen Sydjylland (november 2021). "Revideret basisanalyse 2022-2027  Natura 2000-område nr. 85 Hedeområder ved Store Råbjerg" (PDF). mst.dk. Miljøstyrelsen. Arkiveret (PDF) fra originalen 29. juni 2024. Hentet 29. juni 2024.
3. ↑  Om fredningen på fredninger.dk
4. ↑  "Natura 2000-planlægning 2022-2027". mst.dk. Miljøstyrelsen. 2023. Arkiveret fra originalen 29. marts 2024. Hentet 11. maj 2024.
5. ↑  Vandplan 1.10 Vadehavet Arkiveret 1. august 2023 hos  Wayback Machine mst.dk 2014
6. ↑  Miljøministereiet (juni 2023). "Vandområdeplanerne 2021-2027" (PDF). mst.dk. Miljøministereiet. Arkiveret fra originalen (PDF) 28. juni 2024. Hentet 29. juni 2024.

- Vandretursfolder Gyttegård Plantage - Grene Sande fra naturstyrelsen.dk
- Kort over området på miljoegis.mim.dk